# Udea profundalis
Udea profundalis is een vlinder uit de familie van de grasmotten (Crambidae), uit de onderfamilie van de Spilomelinae. De wetenschappelijke naam van deze soort is voor het eerst voorgesteld als Botis profundalis door Alpheus Spring Packard in een publicatie uit 1873.
De soort komt voor in Canada (Brits-Columbia) en het westen van de Verenigde Staten.